# لارس بيرغستروم (لاعب هوكي جليد)
لارس بيرغستروم (بالسويدية: Lars Bergström)‏ هو لاعب هوكي جليد سويدي، ولد في 9 مايو 1956.

## وصلات خارجية
- لارس بيرجستروم على موقع EliteProspects.com (الإنجليزية)